# Докумичная
Докумичная — река в России, протекает по Северо-Эвенскому району Магаданской области. Левый приток Омолона. Длина реки составляет 13 км.
Исток реки расположен на склоне горы на высоте около 1000 м. Река течёт в южном направлении. Поселений на реке нет. Устье реки расположено в 840 км по левому берегу реки Омолон. Высота устья — 450 м над уровнем моря.
По данным государственного водного реестра России относится к Анадыро-Колымскому бассейновый округу. Код водного объекта 19010200112119000049326.